# Psedurorchis catostomi
Psedurorchis catostomi är en plattmaskart. Psedurorchis catostomi ingår i släktet Psedurorchis och familjen Allocreadiidae. Inga underarter finns listade i Catalogue of Life.